# California Connection
California Connection från 1996 är ett musikalbum med Jan Lundgren Quartet. I kvartetten ingår trumpetaren Peter Asplund och två amerikanska musiker.

## Låtlista
1. Au privave (Charlie Parker) – 4:25
2. Att angöra en brygga (Lars Färnlöf/Hans Alfredson/Tage Danielsson) – 4:28
3. Swedish Pastry (Barney Kessel) – 5:48
4. What Is this Thing Called Love? (Cole Porter) – 6:51
5. Södermalm (Thore Swanerud) – 5:08
6. I Hear a Rhapsody (Jack Baker/George Fragos/Dick Gasparre) – 3:23
7. How Deep is the Ocean? (Irving Berlin) – 5:08
8. Stockholm Sweetnin' (Quincy Jones) – 6:45
9. Indian Summer (Victor Herbert/Al Dubin) – 6:34
10. There Will Never be Another You (Harry Warren/Mack Gordon) – 6:13
11. When It's Sleepy Time Down South (Clarence Muse/Leon René/Otis René) – 4:33
12. Cottontail (Duke Ellington) – 4:18

## Medverkande
- Jan Lundgren – piano
- Peter Asplund – trumpet
- Dave Carpenter – bas
- Paul Kreibich – trummor